# Heritiera sylvatica
Heritiera sylvatica är en malvaväxtart som först beskrevs av Elmer Drew Merrill, och fick sitt nu gällande namn av António José Rodrigo Vidal. Heritiera sylvatica ingår i släktet Heritiera och familjen malvaväxter. Inga underarter finns listade i Catalogue of Life.